# Пама-њунгански језици
Пама-њунгански језици су најраспрострањенија макропородица језика Аустралијских староседелаца. Ова породица укључује од 306 до око 400 језика (зависно од извора).‍:19 Име пама-њунгански језици је кованица имена две међусобно најудаљеније гране језика ове породице, памански језици (са североистока Аустралије) и њунгански језици (са југозапада Аустралије). Речи пама и њунга значе „човек” на овим језицима.‍:19

## Класификација

### Традиционална класификација
Према традиционалној класификацији постоје следеће гране пама-њунганских језика:
Дуж источне обале од полуострва Јорк до Басовог пролаза
- Кала-лагав-јаски (1)
- Памански (41)
- Јидиншки (1)
- Џирбалски (5)
- Маријски (26)
- Вака–кабијски (5)
- Турубалски (5)
- Банђалангијски (4)
- Гумбангирски (2)
- Аневански (нањамвански) (1)
- Вираџурски (5)
- Јуинско-куријски (14)
- Гипслендски (5)

Дуж јужне обале, од Мелбурна до Перта
- Јотајотски (2)[11][12][13]
- Кулински (13)
- Доњомаријски (9)
- Тура-јурски (8)
- Мирнињски (2)
- Њунгански (11)

Дуж западне обале:
- Картујски (5)
- Кањара–мантатски (8)
- Нгајартски (12)
- Марангујски (3)

У унутрашњости континента од залеђа западне обале до паманских језика (јужно од не пама-њунганских језика на северу)
- Нгумпин–јапски (10)
- Варумунгујски (1)
- Варлуварски (5)
- Калкатунгијски (2)
- Мајски (Мајапијски) (7)

Окружене претходним гранама:
- Ватијски (15),
- Арантијски (9),
- Карнијски (18),
- Јардлијски (3),
- Муруваријски (1)
- Паканћијски (2)

На северној обали одсечени од остатка пама-њунганских језика
- Јолнгујски (10)

Неки језици су провизионо укључени у одређене гране, јер су многи језици изумрли пре него што су адекватно документовани. Неколико десетина језика који су изумрли и слабо проучени, као што су баранбињски и доњобурдекински језици нису укључени.
Неколико група које су предложене, као што су североисточни пама-њунгански (пама–маријски), средњоновојужновелшки и југозападни пама-њунгански, су највероватније географске групације, а не генетске.

### Класификација Клер Боверн и Квентина Аткинсона
Клер Боверн и Квентин Аткинсон (2012) су користили рачунску филогенетику за израду следеће класификације:
- Југоисточни
  - Викторијски
    - Доњомаријски
    - Викторијски
      - Источна Викторија
        - Јортајортски
        - Ганајски
        - Паланганмитаншки

      - Макро-кулински
        - Кулински
        - Бугандиђијски

  - Нови Јужни Велс
    - Јуинско-куријски
    - Средњоновојужновелшки

  - Северна обала
    - Турубалски
    - Југамби-банђалангијски
    - Гумбангирски
    - Вака–кабијски
- Северни
  - Заливски
    - Калкатунгијски
    - Мајапијски

  - Паманско-маријски
    - Памански
    - Кала-лагав-јаски
    - Маријски
      - (?) Џирбалски
- Средњи
  - Арантијско–тура-јурски
    - Арантијски
    - Тура-јурски

  - Југозападни Квинсленд
    - Карнијски
    - Северозападни Нови Јужни Велс
      - Јарлијски
      - Паканћијски
- Западни
  - Јолнгујско-нгарнски
    - Јолнгујски
    - Нгарнски

  - Њунгијски језици
    - Пустињски њунгијски
      - Марангујски
      - Нгумпин–јапски
        - Варумунгујски

      - Ватијски

    - Југозападни њунгијски
      - Пилбарски језици
        - Нгајартски
        - Кањара–мантатски

      - Картујско–нандски језици
      - Мирнињски
      - Њунгански
      - Јингардијски